# Angaria (zoologia)
Angaria Röding, 1798 è un genere di molluschi gasteropodi marini, dotati di conchiglia, unico genere appartenente alla famiglia Angariidae.

## Tassonomia
Secondo il testo Taxonomy of the Gastropoda di Bouchet & Rocroi edito nel 2005, il genere Angaria fu attribuito alla sottofamiglia Angariinae, all'interno della famiglia Turbinidae. In seguito, Williams  et al.  (2008) hanno trasferito il genere alla famiglia Angariidae all'interno della nuova superfamiglia Angarioidea.
Al genere appartengono le seguenti 23 specie, alle quali si aggiungono altre 19 specie sinonimo, una nomen dubium e il sottogenere Angaria (Angaria) Röding, 1798:
- Angaria carmencita Günther, 2007
- Angaria delphinus (Linnaeus, 1758)
- Angaria exasperata (Dillwyn, 1817)
- Angaria formosa (Reeve, 1842)
- Angaria fratrummonsecourorum Günther, 2013
- Angaria guntheri Thach, 2018
- Angaria incisa (Reeve, 1842)
- Angaria javanica K. Monsecour & D. Monsecour, 1999
- Angaria lilianae K. Monsecour & D. Monsecour, 2000
- Angaria maitim Dekker, 2020
- Angaria melanacantha (Reeve, 1842)
- Angaria neglecta Poppe & Goto, 1993
- Angaria neocaledonica Günther, 2016
- Angaria nhatrangensis Dekker, 2006
- Angaria poppei K. Monsecour & D. Monsecour, 1999
- Angaria putong Dekker, 2020
- Angaria rubrovaria Günther, 2016
- Angaria rugosa (Kiener, 1838)
- Angaria scalospinosa Günther, 2016
- Angaria sphaerula (Kiener, 1838)
- Angaria turpini K. Monsecour & D. Monsecour, 2006
- Angaria tyria (Reeve, 1842)
- Angaria vicdani Kosuge, 1980